# Амадора-Еште (станція метро)
38°45′30″ пн. ш. 9°13′7″ зх. д. / 38.75833° пн. ш. 9.21861° зх. д.
Амад́ора-Е́ште (порт. Amadora Este) — станція Лісабонського метрополітену, розташована у східній частині міста Амадори (передмістя Лісабона) в Португалії. Міститься на Синій лінії (або Чайки), кінцева. Сусідня станція — «Алфорнелуш». Однопрогінна станція з двома береговими платформами. Введена в експлуатацію 15 травня 2004 року . Розташована у другій зоні, вартість проїзду в яку становить 1,05 євро.
Назва станції походить від назви муніципальної громади, де вона локалізована, у перекладі на українську мову — «Амадора східна». Станція «Амадора-Еште» є однією з трьох станцій Лісабонського метро, що розташовані поза містом Лісабоном (інші дві — «Одівелаш» і «Алфорнелуш»).

## Опис
Архітектура станції має багато спільного з архітектурою станції «Алфорнелуш» (були відкриті в один і той же день в рамках розширення Синьої лінії у західному напрямі). Архітектор — Leopoldo de Almeida Rosa, художні роботи виконала — Graça Morais, яка за основу декорації торців використала форми виноградних листків у жовтих тонах. Станція має центральний вестибюль, що розташований під землею та має три виходи на поверхню, а також ліфт для людей з фізичним обмеженням. На станції заставлено тактильне покриття. 

## Режим роботи[4]
Відправлення першого поїзду відбувається з кінцевих станцій лінії:
- ст. «Амадора-Еште» — 06:30
- ст. «Санта-Аполонія» — 06:30

Відправлення останнього поїзду відбувається з кінцевих станцій лінії:
- ст. «Амадора-Еште» — 01:00
- ст. «Санта-Аполонія» — 01:00

## Галерея зображень

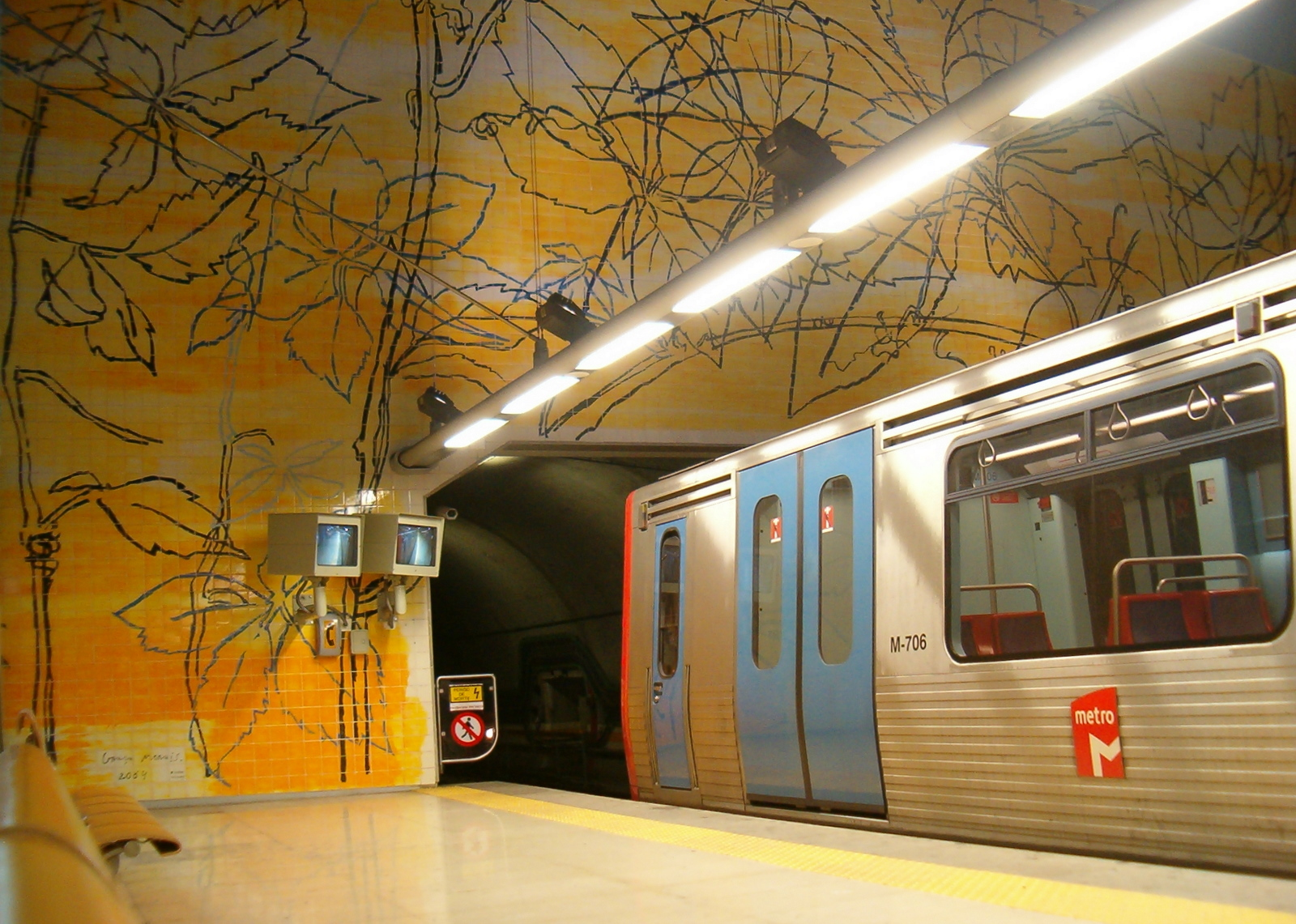
Зупинений поїзд на станції
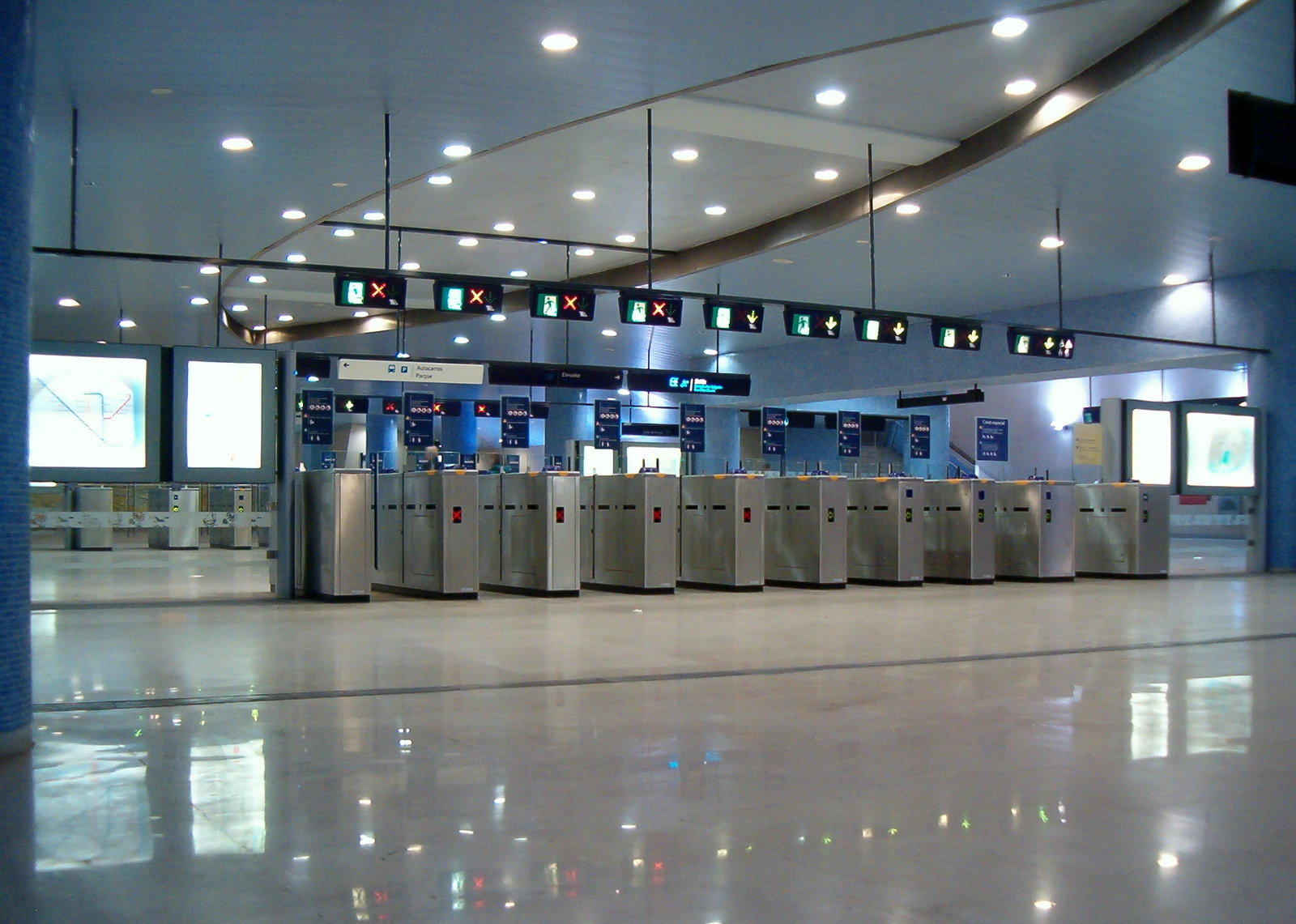
Пропускні турнікети на станції
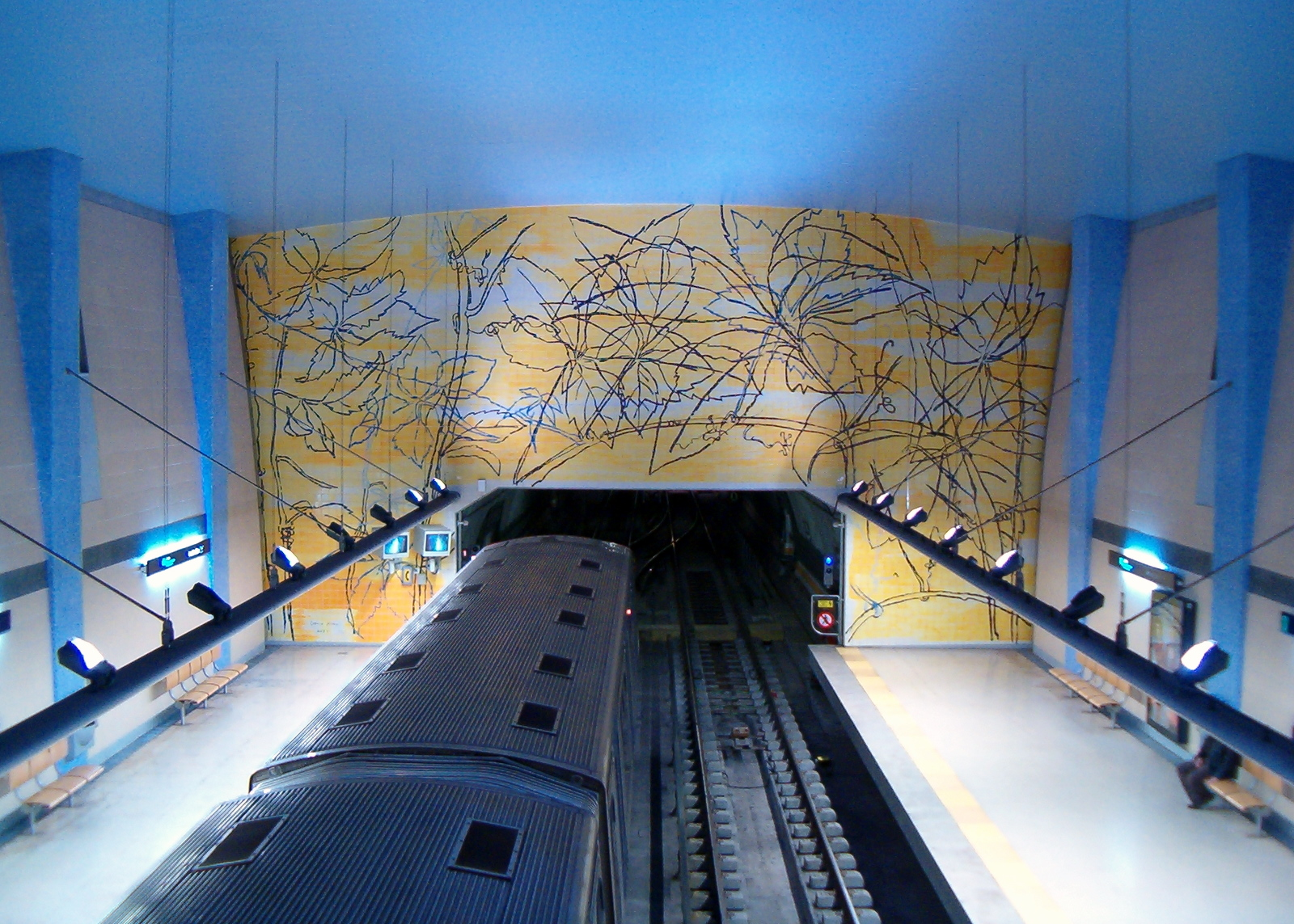
Декорація західного торця станції
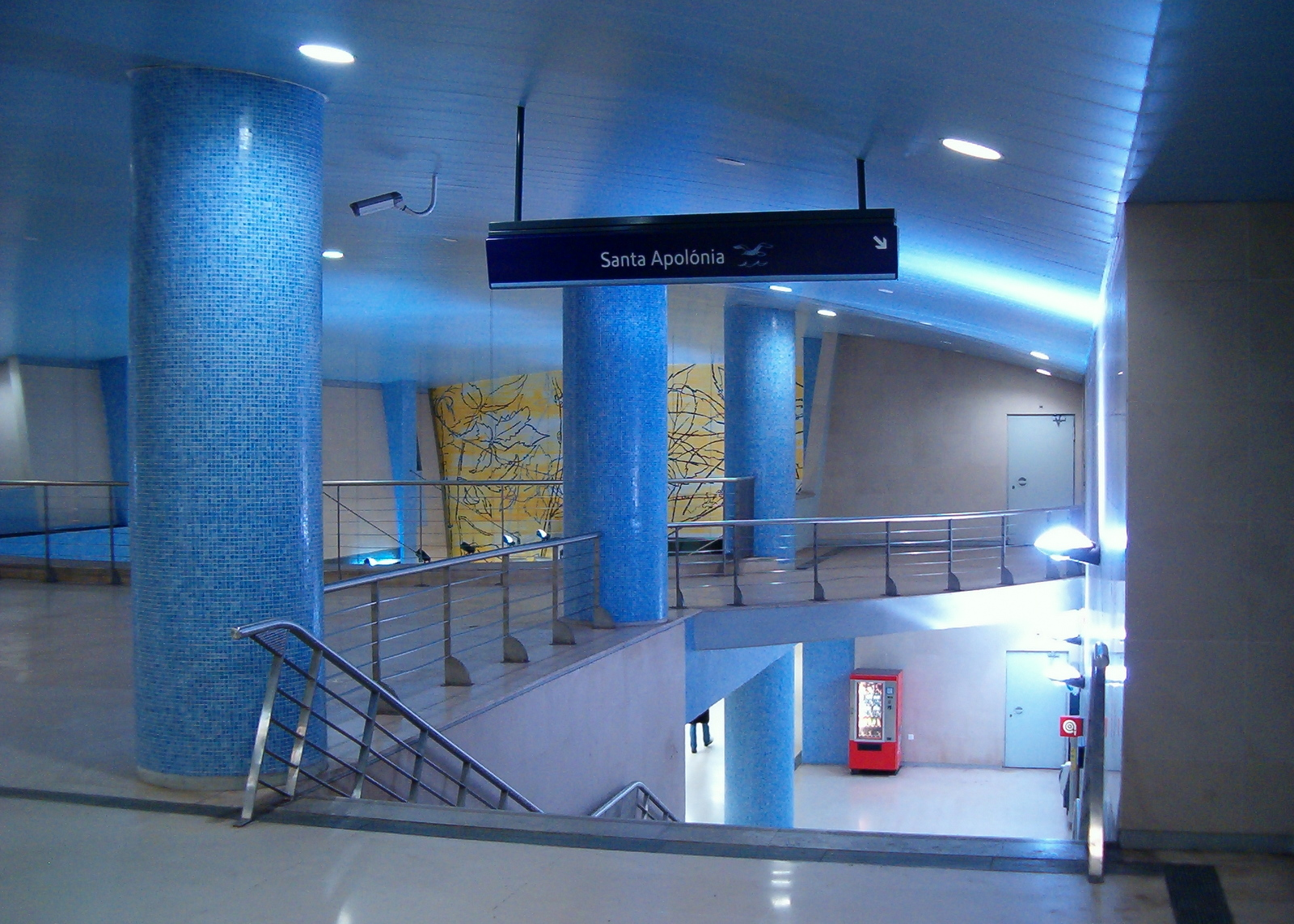
Спуск до платформи на станції
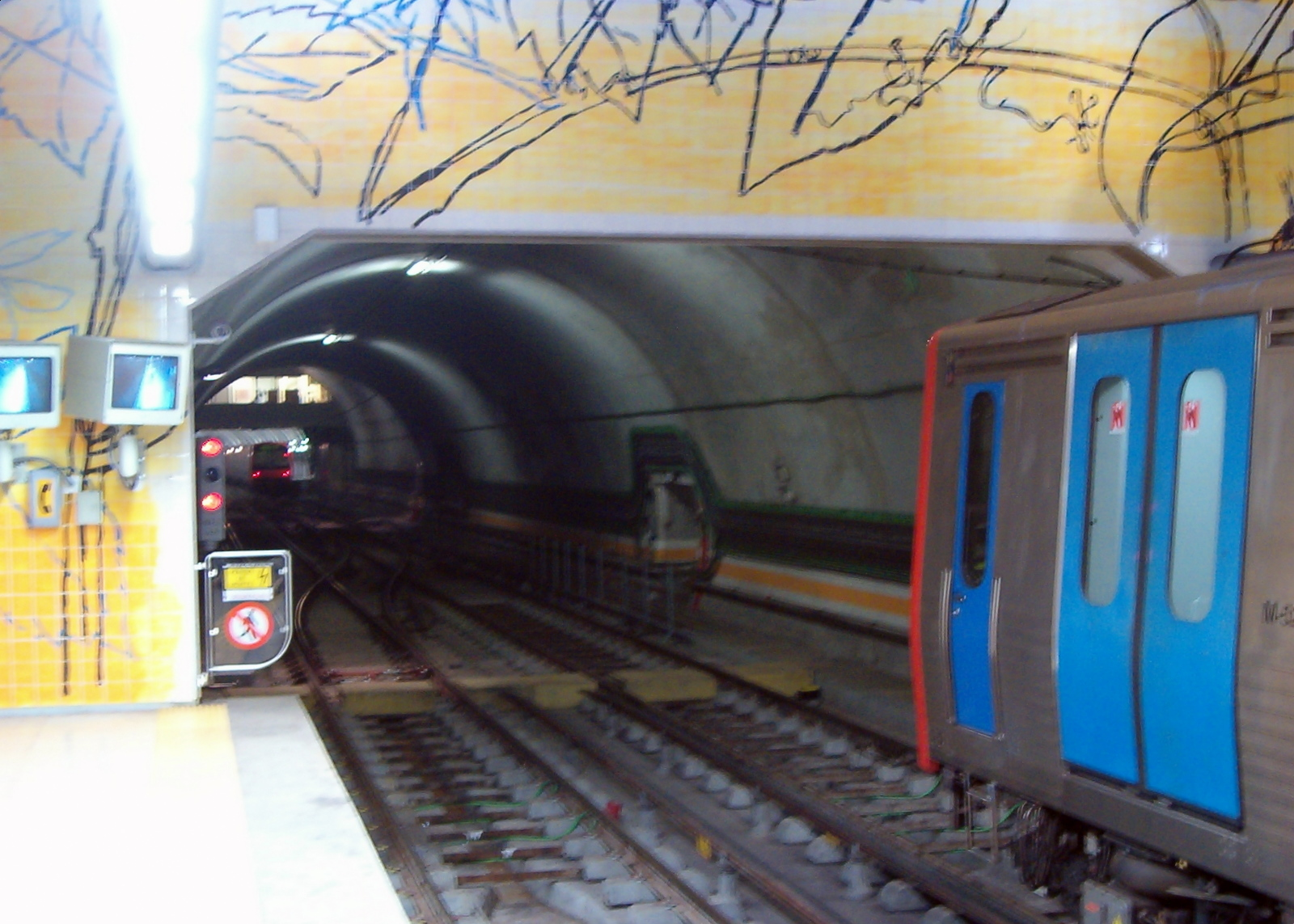
Тунель станції
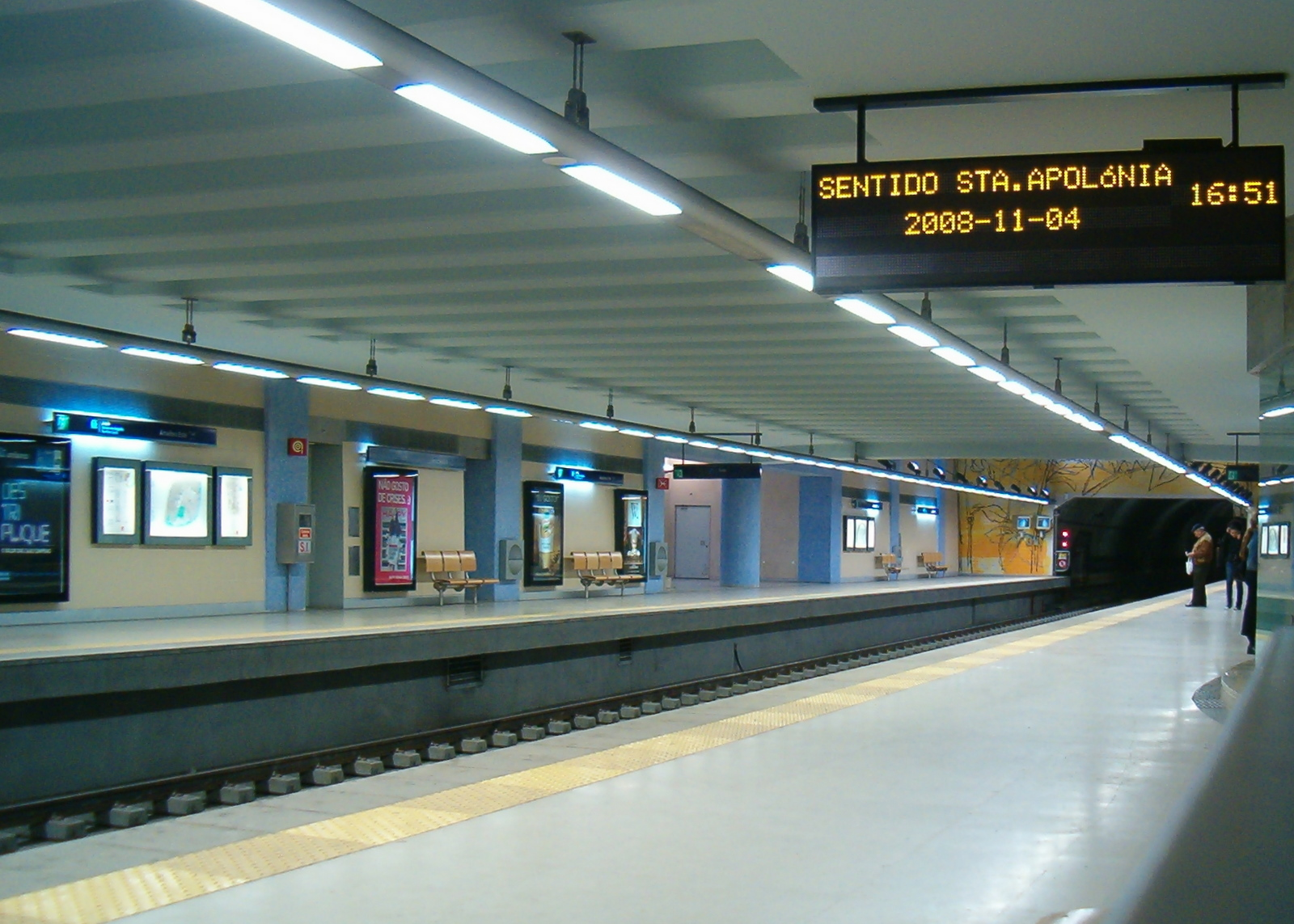
На платформі станції
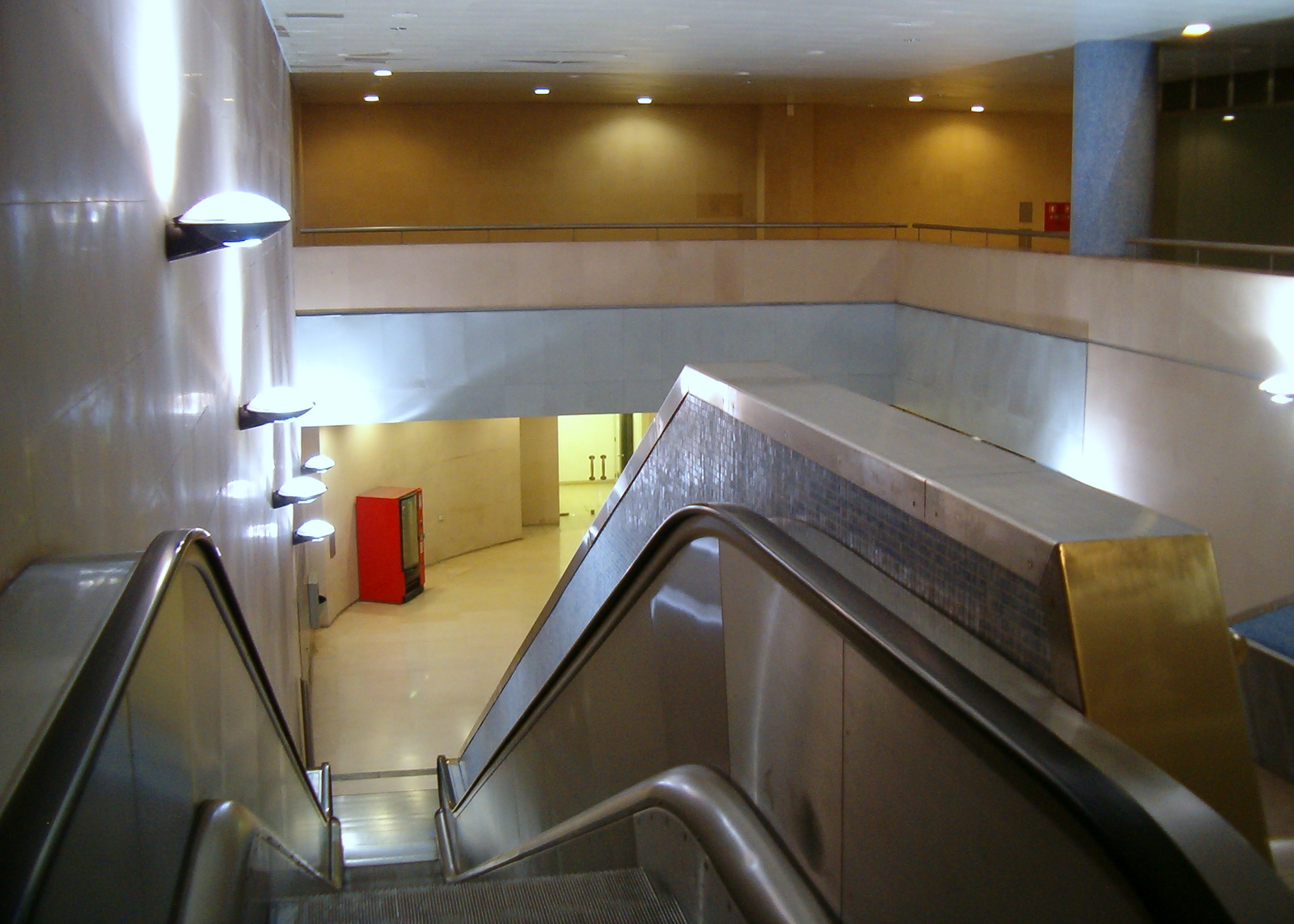
Ескалатор, що веде до вестибюля станції
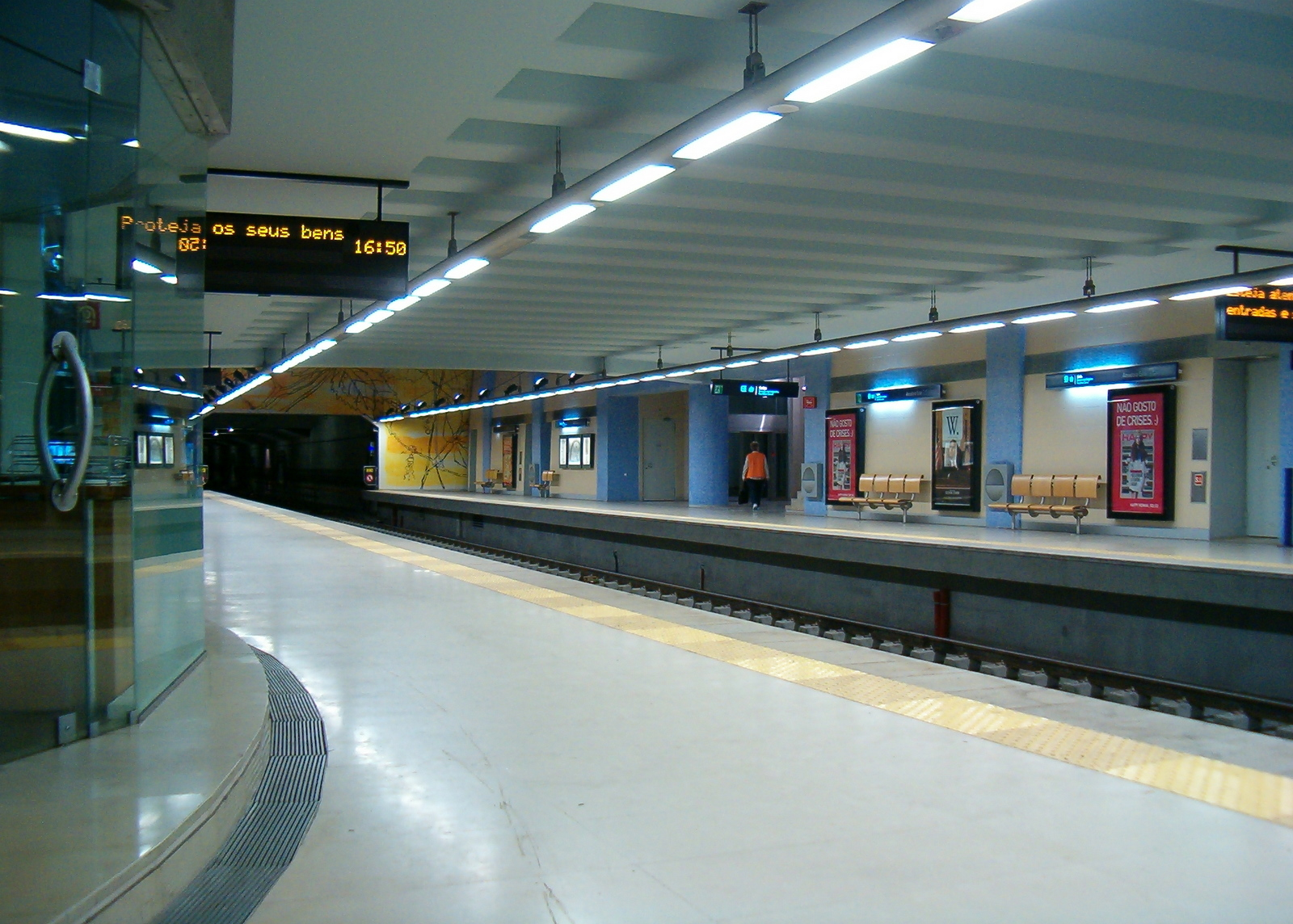
На посадковій платформі станції